# العدايف (القفر)

تعديل مصدري - تعديل

العدايف محلة تابعة لقرية بني عمران، التابعة لعزلة بني مبارز بمديرية القفر إحدى مديريات محافظة إب في الجمهورية اليمنية، بلغ تعداد سكانها 189 حسب تعداد اليمن لعام 2004.